# 柔远镇 (华池县)
柔远镇，是中华人民共和国甘肃省庆阳市华池县下辖的一个乡镇级行政单位。

## 行政区划
柔远镇下辖以下地区：
南关社区、北关社区、庙巷社区、城关村、孙家川村、张川村、刘沟村、柳湾村、土坪村、李庄村、田庄村、黄岔村、杨岔村和张岭子村。